# Каринтійські словенці

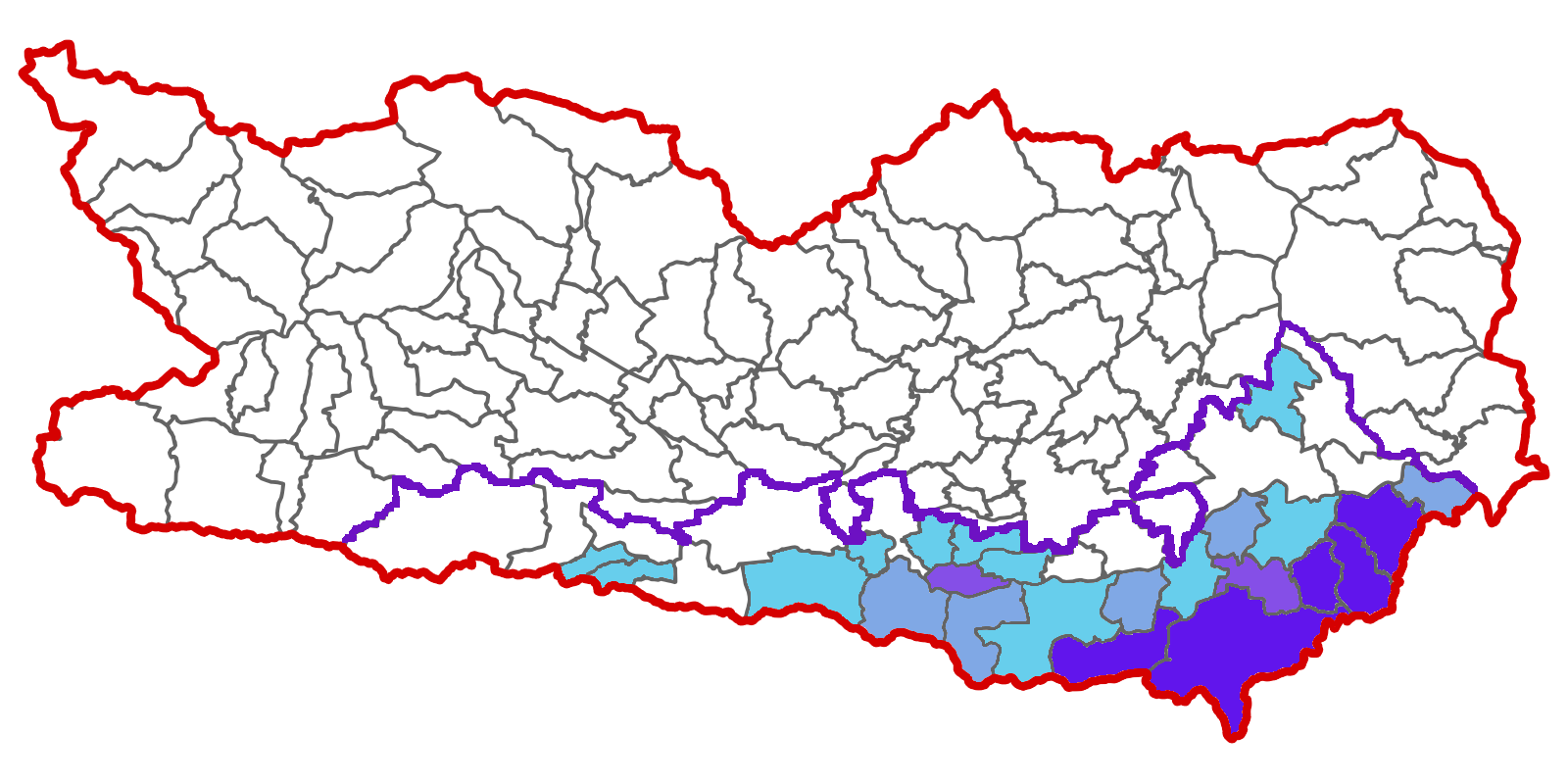
Перепис 2001

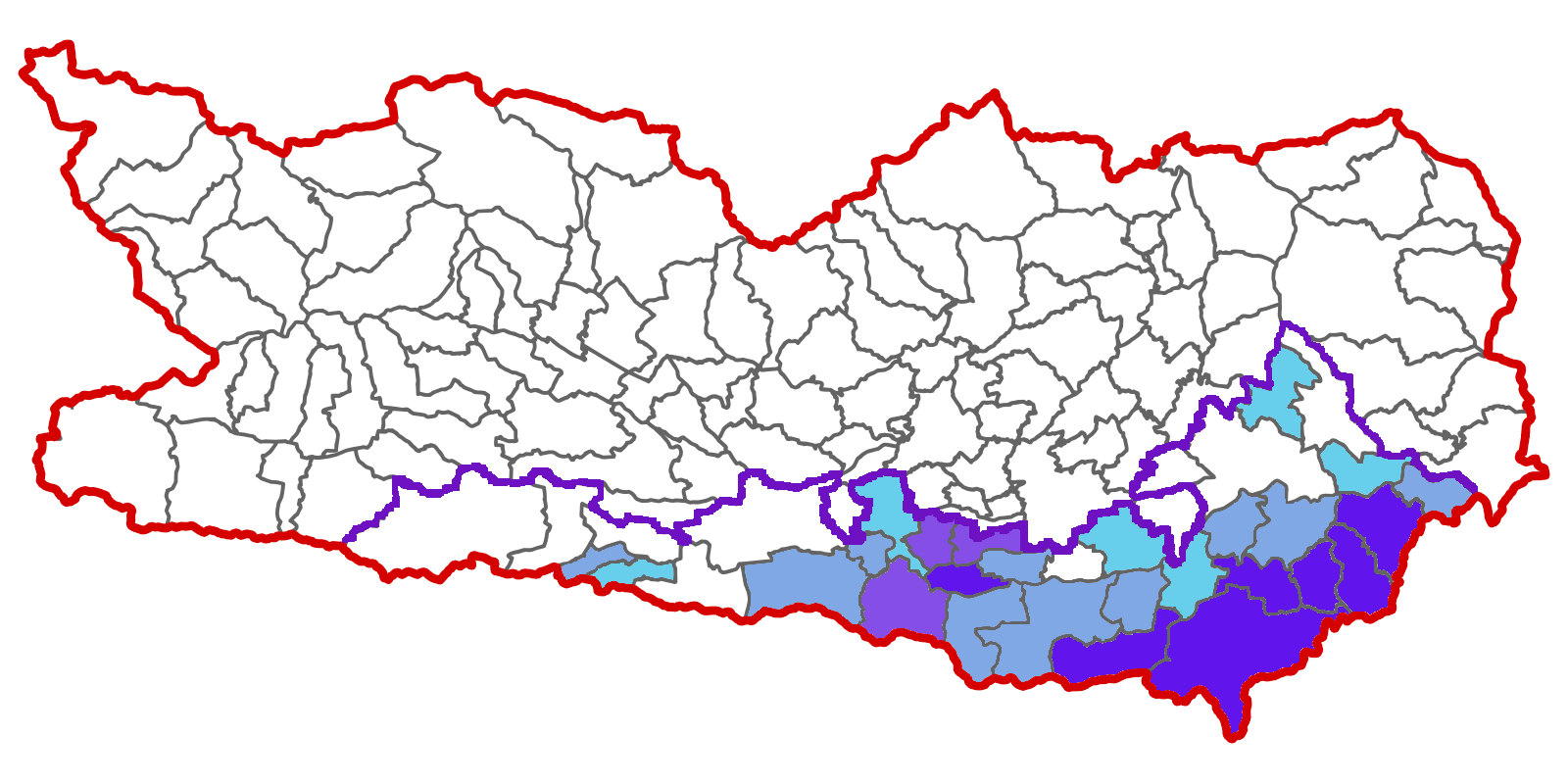
Перепис 1971

Каринтійські словенці (словен. Koroški Slovenci, нім. Kärntner Slowenen) — найбільша автохтонна етнічна меншина в Австрії чисельністю близько 13 тис. осіб (2001, перепис).

## Історія
Слов'яни заселили Каринтію у IX столітті і створили тут свою протодержаву Карантанію, яке пізніше піддалося поступовій германізації. Каринтійський плебісцит 10 жовтня 1920 привів до того, що велика частина словенців на основній території Каринтії опинилися у складі Австрії. У даний час словенська меншість сконцентрована у південній частині провінції Каринтія, уздовж кордону з республікою Словенія. У деяких поселеннях, наприклад, у селищі Целль, етнічні словенці складають понад 90 % населення. У 90-ті роки місцеві словенські активісти почали ратувати за відродження словенської мови і культури у Каринтії, незважаючи на тиск деяких націоналістично налаштованих німецьких політиків (Йорг Хайдер). Протн, місцеві словенці схильні до процесу германізації, який розпочався після того, як у Каринтії була прокладена Південно-Австрійська залізниця, яка призвела до притоку німецьких поселенців після 1864 року.